# Пандарикулам
Пандарикулам (Вавуния-03 или официальное обозначение 214E), (там. பண்டாரிகுளம், лат. Paṇṭārikuḷam; синг. පණ්ඩාරිකුලම්, лат. paṇḍārikulam) — пригород Вавунии на севере Шри-Ланки.
Деревня ранее была известна как Karunkaliyadithoddam (там. கருங்காலியடித்தோட்டம், лат. Karuṅkāliyaṭittōṭṭam, букв. «Эбеновый сад») из-за эбеновых деревьев в этом районе.
Пандарикулам — одна из нескольких деревень, окружающих Ванунию, которые были присоединены к городу по мере его расширения. Пандарикулам расположен в 1 км от центра Вавунии.

## Место нахождения

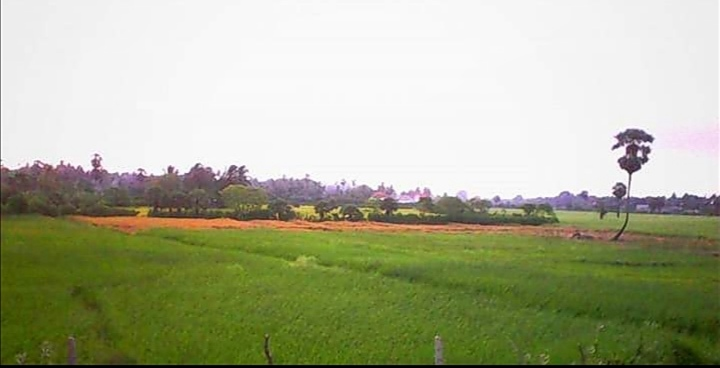
Рисовые поля Пандарикулам

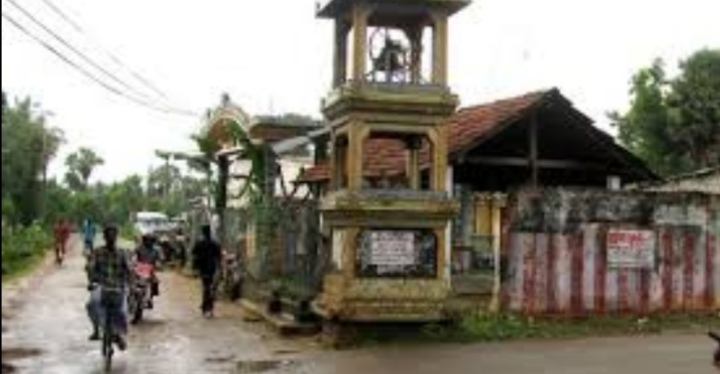
Пандарикулам после гражданской войны в 2009 году

Пандарикулам расположен в 1 км от Ванунии. Он ограничен на севере Куруманкаду, на востоке Вайраварпулианкула, на западе Уккуланкулам и на юге Пандарикулам Юг.

## История
После смерти короля Пандары Ваннияна в 1803 году это место подпадало под королевство Канди, пока оно не было окончательно поглощено Британской империей в качестве протектората в соответствии с Кандианской конвенцией 1815 года.

## Историческое место
Пандарикулам Мутумари Амман Ковил — индуистский храм в Пандарикуламе. Этот храм был построен в 1522 году нашей эры. Это самый большой и самый большой индуистский храм в районе Вавуния.